# PZ Близнецов
PZ Близнецов (лат. PZ Geminorum, HD 45314) — тройная звезда в созвездии Близнецов на расстоянии приблизительно 2 697 световых лет (около 827 парсек) от Солнца. Видимая звёздная величина звезды — от +6,65m до +6,6m.

## Характеристики
Первый компонент (HD 45314A) — голубая переменная Be-звезда (BE:)* спектрального класса O5e, или O9npe, или O9pe, или O. Масса — около 5,439 солнечных, радиус — около 25,541 солнечных, светимость — около 1401,925 солнечных. Эффективная температура — около 7453 К.
Второй компонент — красный карлик спектрального класса M. Масса — около 206,6 юпитерианских (0,1972 солнечной). Удалён в среднем на 2,63 а.е..
Третий компонент (HD 45314B). Удалён на 0,1 угловой секунды.